# Spurius Lartius Rufus
Spurius Lartius, met als cognomen Rufus of Flavus, was een van de belangrijkste mannen van de begintijd van de Romeinse Republiek, waar hij tweemaal consul was in 506 en 490 v.Chr.

## Carrière
Spurius Lartius begon zijn carrière in 508 v.Chr. als tribunus militum, toen hij zijn faam verwierf als een van de verdedigers van de Pons Sublicius tegen het vijandige leger van de Etruskische koning Lars Porsenna en de voormalige koning van Rome, Lucius Tarquinius Superbus. Hij werd samen met zijn collega Titus Herminius Aquilinus als gezant uitgestuurd om graan te gaan halen om de door de belegering van Porsenna ontstane hongersnood in Rome te ledigen.
Hij werd in 506 v.Chr. voor de eerste keer verkozen tot consul, samen met Titus Herminius Aquilinus, een van zijn medestrijders in de strijd om de brug.
In 505 v.Chr. diende hij onder consul Publius Postumius Tubertus als legatus in de strijd tegen de Sabijnen. Hij (of mogelijk zijn broer Titus Lartius Flavus) diende in 504 v.Chr. onder consul Publius Valerius Poplicola als legatus.
In 490 v.Chr. werd hij voor de tweede keer verkozen tot consul, ditmaal samen met Quintus Sulpicius Camerinus Cornutus.
In 488 v.Chr. maakte hij deel uit van een gezantschap van ex-consuls dat door de senaat was uitgezonden naar Gaius Marcius Coriolanus. En het jaar daarop (487 v.Chr.) werd hij als praefectus urbi aangesteld met de opdracht de stad en haar omgeving te beschermen tegen de dreiging van de Hernici en Latijnen.
In 480 v.Chr. werd hij kortstondig nog interrex om de consulverkiezingen te organiseren. In datzelfde jaar benadrukte hij het belang om de nabijgelegen Etruskische stad Veii te veroveren.
Ook de broer van Spurius Lartius, Titus Lartius Flavus was een belangrijke politicus in de begintijd van de Republiek. Hij was tweemaal consul in 501 en 498 v.Chr. en was bovendien de eerste dictator.

## Referentie
- T.R.S. Broughton, The Magistrates of the Roman Republic, I, New York, 1951, pp. 5, 6-7 (n. 1), 7, 8, 18, 19, 20, 23.